# Once Upon a Crime (film 2023)
Once Upon a Crime (赤ずきん、旅の途中で死体と出会う?, Akazukin, tabi no tochu de shitai to deau) è un film del 2023 diretto da Yûichi Fukuda e tratto dal romanzo di Aito Aoyagi.

## Trama
Mentre è invitata al ballo con Cenerentola, Cappuccetto Rosso si ritroverà coinvolta in un intrigo da risolvere e dando la caccia ai criminali del mondo delle fiabe.

## Distribuzione
Il film è stato distribuito sulla piattaforma Netflix a partire dal 14 settembre 2023.